# محمدلی (کردامیر)
محمدلی (به ترکی آذربایجانی: Məmmədli) یک منطقه مسکونی در جمهوری آذربایجان است که در شهرستان کردامیر واقع شده است.